# Графит (натпис на зиду)
Графити представљају слање порука на јавним површинама, односно могућности комуникација савременог урбаног појединца или групе са градом и градском популацијом, у писаној или ликовној форми. Реч графити је настала од италијанске речи "graffito" што значи шкрабати. Етимолошки, корен речи потиче из грчке речи "грапхеин" (γράφεıν), што значи писати.
Најједноставнији је ТАГ који представља стилизовани потпис. Затим следи БОМБА графит у две боје који се ради брзо најчешће на забрањеним местима и на крају PIECE, графит који садржи прелазе боја, ефекте, слике. Графити се могу писати самостално али није неуобичајено да се пишу у клану („crew“). Black book (црна књига) садржи скице цртача графита понекад и фотографије завршених дела (piece скраћено од masterpiece - уметничко дело) и чува се од полиције јер се може употребити као доказ на суду. Стилови су различити, нпр. Wild (дивљи стил), Old School (стара школа), Анти итд.

## Графити кроз историју
Некима од најстаријих цртежа који се могу сматрати графитима у савременом значењу овог појма пронађени су на зидовима древних рушевина старог Рима, на остацима старог мајанског града Тикал у Централној Америци, на древном зиду у Сигирији у Шри Ланки, који потичу из 15. века пре нове ере и многим другим... Слични цртежи, који потичу из 16. века, пронађени су на стенама у Шпанији, као и у средњовјековним црквама у Енглеској.

### Графити у старом Риму
У античком Риму, ако сте желели да нешто поручите јавности, морали сте да изгребете зид. Зидови Помпеје прекривени су примерима овог староримског обичаја. Ево неколико преведених графита:
- Сукцесус је био овде.
- Гај Јулије Примигеније је био овде. Зашто касните?
- Љубавници, као и пчеле, живе слатким животом.
- Не желим да продам свог мужа, ни за сво злато на свету.
- Провалниче, чувај се!
- Неко за чијом трпезом не једем, Луције Истацидије, за мене је обичан варварин!
- Пиљари вас моле да изаберете Марка Холконија Приска за едила.
- Запањен сам, о зиде, да се још ниси срушио под тежином толиких глупости написаних на теби!

- Антички графити
- Графит из храма у Ком Омбу, Египат (2. век пре нове ере)
- Једна од најстаријих карикатура у западној цивилизацији, Rufus est („Ово је Руфус”), на зиду виле Мистерија у Помпејима
- Пагански графит из 2. века приказује човека који обожава распетог магарца (Оригинални текст је ΑΛΕΞΑΜΕΝΟΣ ΣΕΒΕΤΕ ΘΕΟΝ - „Алекаменос поштује Бога”, претпоставља се да се подсмева хришћанском војнику), музеј на брду Палатин у Риму
- Крсташки графити на зиду Храма Васкрсења Христовог на брду Голгота унутар зидина Старог града Јерусалима
- Графит који су вероватно урезали Викиншки плаћеници у Храму Аја Софија у Истанбулу
- Графити на зиду-огледалу у Сигирији, Шри Ланка из 15. века пре нове ере[4]

## Историја савремених графита
Према неким теоретичарима уметности, графити представљају облик јавне уметности, настављајући традицију мурала наручених од стране федералног уметничког пројекта  Works Progress Administration, организованог у САД током Велике депресије и радова Диега Ривере и других муралиста у Мексику, у годинама после Мексичке револуције. Према другима, тренд исписивања графита настао је 60-их година 20. века у Филаделфији, док трећи сматрају да је настанак графита у вези са социјалним немирима у Француској у Паризу.
У 20. веку, графити у САД и Европи били су блиско повезани са бандама (gangs), чији чланови су га користили у разне сврхе: за идентификацију или тражење територије, спомен-обележавање мртвих чланова, похвале о различитим делима (нпр. злочини) које су починили припадници банде, као и за изазивање супарничких банди као увод у насилне сукобе. Цртање графита нарочито је било популарно у главним урбаним центрима широм света, посебно у Сједињеним Америчким Државама и Европи. Најчешће „мете” били су подземни пролази, билборди и зидови.
Током 90-их година појавио се нови облик графита, познат као „таговање” (означавање), који подразумева поновну употребу једног симбола или серије симбола за означавање територије. Да би се привукла што већа пажња, ова врста графита обично се исцртава у стратешким или централно лоцираним деловима града. Позната је прича о куриру из 183. улице са надимком Таки 183, који је, исписујући маркером своје име, обележио (таговао) све вагоне подземне железнице. Чланком о њему у Њујорк тајмсу почела је еуфорија младих у таговању простора у којима се крећу, у континуираној и једноставној форми која има значење „био сам овде”. Овакав приступ у ликовном деловању еуфорично су преузели појединци. Међутим, иако је омасовљен, уколико не поседује особену ликовну идеју и снагу, таг нема велике могућности да постигне већи ликовни значај.

## Уметнички и социолошки значај графита у савременом друштву
Графити постају популарни у Њујорку крајем 20. века. Велики, разнобојни графити на зидовима зграда и вагонима подземне железнице почели су да дефинишу урбани пејзаж. Фасцинација уметничких кругова уметницима који су функционисали изван традиционалних галеријских канала подстакла је интересовање за овај облик самоизражавања. Осамдесетих година многи њујоршки уметници постали су популарни (озлоглашени) због својих графита и претворили су ово признање у успешне сликарске каријере, препознати од стране водећих галерија.
Графити представљају моћан синтетички код који води порекло од историјских авангарди футуризма, надреализма и дадаизма. Код овог вида ликовног изражавања мешају се различити нивои уметности, спајајући историју уметности са популарном културом. Они су веома битан „вентил” који помаже младима у повезивању са простором и истраживању мишљења јавног мњења. Преузимањем могућности ликовног деловања у јавним просторима, ова изузетно видљива врста ликовног деловања потврђује свој идентитет у комуникативности са члановима градске заједнице. Њихов смисао није оплемењење јавних простора, већ се често дешава и нарушавање квалитета градских тековина, а у неким случајевима и заштићених архитектонских дела.
Основни циљ тагова је скретање пажње на лични боравак у просторима града и стављања до знања околини, пролазницима и осталима, да је тај писани траг дело одређене особе. Графити који се односе на исписане пароле немају значај у ликовном смислу, већ су више путоказ дневних дешавања и нових друштвено-политичких, социолошких и моралних ситуација. Ове често духовите досетке показују уочене слабости и препознате проблематичне тачке друштва, које појединац осећа, а важне су и целокупном друштву. Значајне су као појава слободне мисли. Без потписа, носе печат живота савременог друштва, као постављено питање које важи за све чланове људске заједнице. Њихова духовитост буди успавано друштво из инертности.

## „Легализација” графита у уређењу градског простора
У почетку графити никоме нису сметали али када су се појавили и на инсталацијама подземних железница почело је њихово уклањања, што је сваке године захтевало милионе долара да би се избрисани са вагона, што је постало проблем, па су за исцртавање графита предвиђене и репресалије. Уједно се развијају и позитивне мере сарадње, па се за исцртавање графита предвиђају посебне површине и чак организују такмичења и изложбе. Сјајна дела красе зидове широм света и говоре интересима одређене заједнице. Велики број графита у градским четвртима Латинске Америке и Сједињених Америчких Држава су прилично елаборирани и многи их сматрају обликом урбане уметности. Питање да ли је такав рад иновативан облик уметности или ометање јавног реда изазвало је много полемика.
Власти у многим великим градовима имају законе који забрањују цртање графита као својеврсни вид вандализма, а у неким земљама казна је прилично озбиљна. На примјер, у Сингапуру је казна за кршење овог закона кажњава се батинањем. Током осамдесетих и деведесетих година многе власти су потражиле начине за уклањање графита, страхујући истовремено да би то довело до негодовања локалне заједнице. Неки градови чак су увели муралне програме или „слободне зидове” како би пружили легалне могућности младима из урбаних средина да изразе своје уметничко стваралаштво. Тако је у Торонту покренут Програм за трансформацију графита, дајући прилику младим уметницима да по уклањању некадашњих графита осликају мурале, па се сада у самом средишту града налази преко четири стотине мурала.
Графити су нашли простора у стрипу, моди, а данас су битан део хип хоп културе. Чести су случајеви да се ова врста деловања претвара и у неку врсту мурала. До времена када су стекли прихватљивост и популарност, графити су изгубили своје биће и углавном у градском простору егзистирају као савремени стрип.

### Жаргон савремених графита
- End to end (E2E) - Графит од почетка до краја зида, вагона...
- Top to botom - Графит од пода до врха зида, вагона...
- Toy - Почетник и цртач без вештине...
- Biter - Онај који краде идеје или слова...
- Whole car - Графит преко целог вагона...
- Outline - Линија око слова...
- Fill - Боја слова...
- Crossing - Прелажење једног графита преко другог, сматра се увредом...

## Разлика између графита и мурала
Графити и мурали се често мешају и поистовећују. И једни и други представљају провокативне покрете где су дела приказана у јавним просторима уместо у галеријама. Обе ове форме ликовног изражавања дефинитивно представља облик модерне уметности, али они се ипак разликују у техници израде, самој функцији и намери. С обзиром на то да мурали представљају вид концептуалне уметности, њихови аутори не само што желе да суграђани виде производ њихове маште, већ и да имају неку интеракцију са њиховим уметничким делом, да разумеју његову поенту, као и да осете емоцију – дакле, циљ им је да привуку пажњу. Са друге стране, илегалност је највећа предност графита, а уједно и њихова највећа мана. Иако је фокус на деловању изван социјалних норми и мистерији, графити врло често могу да се гледају и као облик адвертајзинга. То значи да они хоће да пренесу конкретну поруку, која може бити позитивног или негативног карактера. Графити су такође специфични, јер већина њих често не може да се прочита без потешкоћа, што значи да су усмерени ка одређеној циљној групи, док су мурали отворенији према публици. Ипак, и једни и други користе хумор, иронију и апсурд како би комуницирали са случајним пролазницима, а све то са намером да их наведу да се макар на тренутак замисле.

## Техника израде графита
При изради графита најчешће се користи спреј, али могу да се користе и маркери, четке и разне технике урезивања. У уличној уметности (street art) постоји правац који се назива калиграфити, што представља заправо технику исписивања слова слободном руком, од једноставних једнобојних форми до изразито комплексних тродимензионалних решења. Посебно популарна техника је стенсил техника која представља употребу унапред припремљених шаблона на којима су изрезане површине које се боје. Овакав шаблон се лепи на зид и преко њега се, углавном спрејом, наноси боја. Након одлепљивања шаблона са зида, на површини (зиду) остаје обојена она изрезана површина кроз коју је прошла боја.

## Графити у Србији
Један од најпознатијих (београдских) српских графита (који се цитира и у лексиконима урбане културе) је „Џаба сте кречили!“. А ево још неких:
- Слотеру Ниче, Жарково ти кличе[14][15]